# Boana cymbalum
Boana cymbalum é uma espécie de anfíbio da família Hylidae. Endêmica do Brasil, onde pode ser encontrada apenas na localização-tipo em Campo Grande da Serra no município de Santo André, no estado de São Paulo.
A espécie recebeu seu primeiro status de ameaçada com a publicação da Instrução Normativa MMA nº 3, de 27 de maio de 2003. Contudo, esta IN não trouxe informações sobre o status da ameaça, ou seja, em qual categoria a espécie se enquadrava. Esta informação foi apresentada Livro Vermelho das Espécies Ameaçadas de Extinção de 2008, no qual a espécie constava como Criticamente em Perigo (CR). Passados 11 anos da publicação da IN MMA 3/2003, o Ministério do Meio Ambiente atualizou a lista de espécies ameaçadas de extinção através da Portaria nº 444, de 17 de dezembro de 2014. Nesta portaria a espécie foi mantida como criticamente em perigo, mas recebendo a seguinte notação: CR(PEX) que significa Criticamente em Perigo - Provavelmente Extinta. Esta notação "PEX" não é adotada pela IUCN, mas é utilizada pelo Brasil para indicar espécies classificadas como Criticamente em Perigo e estejam há muitos anos sem registro no ambiente natural. Em 2022 esta provável situação de extinção foi reconhecida pela Portaria MMA nº 148, de 07 de junho de 2022, quando a espécie foi transferida para a categoria Extinta (EX).